# Dave Van Ronk

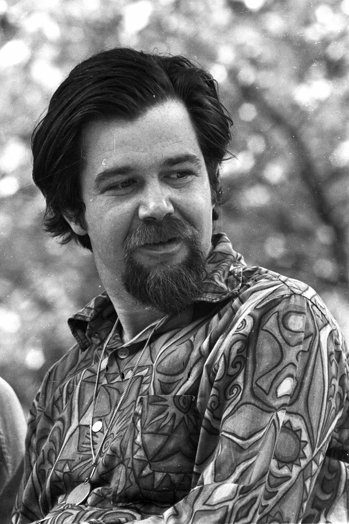
Dave Van Ronk, 1968

David Kenneth Ritz „Dave“ Van Ronk (* 30. Juni 1936 in Brooklyn; † 10. Februar 2002 ebenda) war ein US-amerikanischer Gitarrist, Sänger und Songschreiber. Er war eine treibende Kraft des Folk- und Blues-Revivals der 1960er Jahre und förderte u. a. Bob Dylan und Joni Mitchell.

## Leben und Wirken
Van Ronk wurde Ende Juni 1936 in Brooklyn geboren und besuchte die Richmond Hill High School in Queens, die er mit 15 Jahren vorzeitig verließ. Seit 1949 spielte er in einem Barbershop-Quartett, Anfang der 1950er ging er zur Handelsmarine. Ab 1956 trat er als professioneller Musiker auf. Van Ronk interessierte sich sehr für Jazz und Blues, und als einer der Ersten soll er traditionellen Jazz und Ragtime auf der Akustikgitarre gespielt haben. Seine Lieder orientierten sich am Werk von Blues-Legenden wie Furry Lewis, Reverend Gary Davis und Mississippi John Hurt und er selbst beeinflusste zahlreiche Musiker wie Bob Dylan oder Leonard Cohen. 
Die meiste Zeit seines Lebens verbrachte er im New Yorker Künstlerviertel Greenwich Village, wo er als Gitarrenlehrer arbeitete und regelmäßig auftrat. Er bekam 1997 den ASCAP-Preis für sein Lebenswerk verliehen, sein letztes Konzert gab er im Oktober 2001. Er starb am 10. Februar 2002 im Alter von 65 Jahren während einer Darmkrebsbehandlung.
2004 wurde eine Straße im „Village“ nach ihm benannt. Seine Autobiografie diente den Coen-Brüdern als Inspiration für den Film Inside Llewyn Davis.